# Mycena cyanorrhiza
Mycena cyanorrhiza é uma espécie de cogumelo da família Mycenaceae.